# USS Ramsey (FFG-2)
USS Ramsey (FFG-2) – amerykańska fregata typu Brooke służąca w czasie zimnej wojny w United States Navy. Patronem okrętu był admirał DeWitt Clinton Ramsey.
Stępkę okrętu położono 4 lutego 1963 w stoczni Lockheed Shipbuilding & Construction Company. Wodowano go 15 października 1963, matką chrzestną była żona patrona okrętu. Jednostka weszła do służby 3 czerwca 1967, pierwszym dowódcą został komandor porucznik William D. Robertson Jr.
Po dziewiczym rejsie w okolicach zachodniego wybrzeża USA „Ramsey” opuścił Long Beach 1 maja 1968 i popłynął na zachodni Pacyfik. Po odbyciu tury w rejonie Wietnamu wrócił do Long Beach 9 listopada. Ponownie na zachodni Pacyfik popłynął 8 października 1969 i ponownie po okresie służby w rejonie Wietnamu wrócił do Long Beach 18 kwietnia 1970. Pomiędzy styczniem 1970 i styczniem 1974 okręt odbył dwie tury służbowe na zachodnim Pacyfiku, które przeplótł operacjami w rejonie zachodniego wybrzeża USA.
"Ramsey” został odznaczony pięcioma battle stars za służbę w czasie wojny wietnamskiej.
Do 2012 roku żaden inny okręt United States Navy nie nosił tej nazwy.